# Parti du travail d'Albanie
« Parti communiste d'Albanie » redirige ici. Pour le parti fondé en 1991, voir Parti communiste d'Albanie (1991).

Drapeau du Parti du travail d'Albanie.

Le Parti du travail d'Albanie (en albanais : Partia e Punës e Shqipërisë, abrégé en PPSh) d'abord nommé Parti communiste d'Albanie (en albanais : Partia Komuniste e Shqipërisë) était le parti unique au pouvoir en Albanie sous le régime de la république populaire socialiste d'Albanie. D'obédience marxiste-léniniste « anti-révisionniste », il fut jusqu'en 1991 le dernier parti ouvertement stalinien au pouvoir en Europe.

## Histoire
Le Parti communiste albanais est fondé le 8 novembre 1941, durant l'occupation italienne de l'Albanie. Il naît de la fusion de petits groupes communistes existant depuis plusieurs années, et est placé sous la supervision du Monténégrin Miladin Popović (en) et du Serbe Dušan Mugoša (en). Enver Hoxha assure le secrétariat provisoire du parti. Placé sous la tutelle de la Ligue des communistes de Yougoslavie, le nouveau parti a pour fonction de mener la résistance sur les territoires de l'Albanie d'avant-guerre ainsi qu'au Kosovo, absorbé par le protectorat italien.
Avec l'aide des Yougoslaves et alliés avec divers clans locaux, les communistes albanais fondent l'organisation du Mouvement de Libération Nationale qui mène des actions de résistances contre les occupants Italiens puis Allemands. Au printemps 1943, toujours avec le soutien yougoslave, le Front de libération nationale se dote d'une force armée, l'Armée nationale de Libération, dont Enver Hoxha est le commissaire politique. Sous la pression de Josip Broz Tito, les communistes dénoncent l'accord conclu quelques mois auparavant avec les groupes nationalistes albanais et renoncent à la réintégration au sein de la Grande Albanie du Kosovo, destiné à rester territoire yougoslave.
Avec le retrait des Allemands d'Albanie en novembre 1944, le parti communiste prend le pouvoir : le Front de Libération Nationale élimine ses adversaires nationalistes du Balli Kombëtar et s'installe dans la capitale. Enver Hoxha fonde un gouvernement provisoire. Le Front de libération nationale est rebaptisé Front démocratique et sert de paravent au Parti communiste qui présente une liste unique aux élections du 2 décembre 1945, obtenant 93,2 % des voix. Sous le régime de la république populaire socialiste d'Albanie, officiellement constitué au début 1946, le Parti communiste est le parti unique, bien que conduisant une partie de ses activités militantes sous l'appellation officiellement distincte du Front Démocratique. En 1948, le parti prend le nom de Parti du travail d'Albanie, ce changement de nom correspondant à l'affermissement du pouvoir personnel d'Enver Hoxha.
Jusqu'à la rupture Tito-Staline, le parti et son régime sont sous l'étroite influence des communistes yougoslaves. C'est d'ailleurs la délégation yougoslave qui représente l'Albanie à la première réunion du Kominform, à laquelle le parti communiste albanais n'était même pas invité. La rupture de juin 1948 permet à Enver Hoxha d'affermir son pouvoir et d'éliminer les dirigeants « titistes » comme le ministre de la Défense Koçi Xoxe, destitué puis exécuté.
Après la rupture sino-soviétique, le Parti du travail d'Albanie, qui refuse la déstalinisation, choisit de s'éloigner de l'Union soviétique et de soutenir la république populaire de Chine. Avec l'abandon de la ligne maoïste à la fin des années 1970, l'Albanie rompt également avec la Chine. Le Parti du travail d'Albanie est alors cité en exemple dans divers pays par certains groupes d'extrême gauche, désignés sous le nom collectif de courant pro-albanais.
Enver Hoxha demeure premier secrétaire du Parti du travail jusqu'à sa mort en 1985. Ramiz Alia lui succède alors à la tête du Parti, tandis que sa veuve Nexhmije Hoxha prend la tête de l'organisation affiliée du Front démocratique. En mars 1991, les premières élections pluralistes sont organisées en Albanie : le Parti du travail les remporte et s'auto-dissout en juin pour devenir le Parti socialiste d'Albanie. Le parti demeure au pouvoir jusqu'en mars 1992, quand de nouvelles élections anticipées sont remportées par l'opposition. Ramiz Alia démissionne le mois suivant de la présidence de la République. Lui et plusieurs autres anciens dirigeants communistes, dont Nexhmije Hoxha, sont arrêtés quelques mois plus tard pour corruption.